# Gymnasium Essen-Überruhr
Das Gymnasium Essen-Überruhr ist ein Gymnasium im Süden Essens, benannt nach dem Stadtteil Essen-Überruhr. Es wird von rund 1100 Schülern besucht.

## Geschichte
Die Schule wurde im Jahre 1974 errichtet, so dass der Unterricht des ersten Jahrgangs am 12. Oktober 1974 im neuen Gebäude aufgenommen wurde. Im Jahre 1998 wurden zwei Gebäudetrakte abgerissen und durch einen Neubau ersetzt. Das GEÜ verfügt über eine Dreifach-Sporthalle und einen Sportplatz.
Seit dem 5. Februar 2009 ist das Gymnasium Essen-Überruhr anerkannte UNESCO-Projektschule. Sie ist damit die zweite Projektschule in Essen.
Das Gymnasium ist als Schule ohne Rassismus – Schule mit Courage anerkannt.
Am 2. November 2009 wurde der erste bestätigte Fall der „Schweinegrippe“ an einer Essener Schule gemeldet.

## Die Schule
Zu den Sprachangeboten zählen Englisch, Französisch, Russisch, Spanisch sowie Latein.
Die Schule bietet seit 2007 die DELF-Prüfungen an. Zu den weiteren Angeboten zählen Tastschreibkurse mit IHK-Abschlussprüfung sowie eine Bläser- und eine Sängerklasse.
An der Schule gibt es zahlreiche Arbeitsgemeinschaften, wie die Licht- und Ton AG. Seit 2010 existiert auch ein Schulsanitätsdienst unter der Führung des Arbeiter-Samariter-Bundes Ruhr e. V. (ASB). Im Schulsanitätsdienst absolvieren jedes Jahr Schülerinnen & Schüler der Klassen 8 und 9 Ausbildungskurse beim ASB Regionalverband Ruhr.
Mit der Einführung des Abiturs nach zwölf Jahren nimmt der Anteil des Nachmittagsunterrichts zu. Außerdem gibt es ein nachmittägliches Betreuungsprogramm bis 16:00 Uhr, genannt 13plus, an vier Wochentagen montags bis donnerstags.
Mit der Schule 1283 in Moskau, dem Lycée Anatole France in Lillers, dem Collège Frédéric Joliot-Curie (Calonne-Ricouart) und dem Collège Jacques Prévert (Houdain) findet regelmäßig ein Schüleraustausch statt. Ferner wird ein Projekt zur Betreuung brasilianischer Straßenkinder in São Paulo unterstützt.

## Schimmelpilzbefall
Kurz nach Schulbeginn zum Schuljahr 2008/2009 wurde nach einer Renovierung des Wissenschafts-Pavillons der Schimmelpilz Stachybotrys chartarum hinter einer Wandverkleidung gefunden. Der Trakt wurde für Schüler und Lehrer gesperrt. Kurz vor den Herbstferien 2008 wurde auch im Kunst- und Musikpavillon, der sich am anderen Ende des Schulgeländes befindet, derselbe Schimmelpilz gefunden. Jedoch wurde dieser Trakt, aufgrund akuter Platzprobleme, erst zwei Wochen nach dem Entdecken des Pilzes in einer Abstellkammer gesperrt.
Am 15. Oktober wurde auch der letzte verbleibende Pavillon geschlossen. Damit fielen weitere vier Klassenräume weg. Da der Computerraum nicht mehr zur Verfügung stand, wurden Laptops bereitgestellt. Vertreter der Stadt Essen versprachen jedoch, so bald wie möglich, etwas gegen den Wegfall der 19 Unterrichtsräume zu tun. Der Unterricht sollte deshalb in Containern stattfinden.
Anfang März 2009 gab man auf einer Pressekonferenz bekannt, dass sich der Unterricht in geeigneten Containern noch bis zum Herbst verzögern werde. Zwar standen bereits seit Anfang des Jahres mehrere Container auf dem hinteren Schulhof, waren jedoch ungenutzt. Der Standort des ehemaligen Kunst- und Musiktraktes, welcher in den Weihnachtsferien 2008 abgerissen wurde, liegt seither brach.
Bis kurz nach Ende der Sommerferien 2009 wurden zudem die alten Gebäudetrakte vollständig abgerissen. Zu Beginn des Schuljahres 2009/2010 waren die Unterrichtscontainer aufgestellt und soweit vorbereitet, dass der Unterricht darin stattfinden konnte. Der Neubau sollte ursprünglich Ende 2011 fertiggestellt werden; er wurde schließlich im Mai 2012 eingeweiht.

## Bekannte Absolventen
- Ellen Dorn (* 1963), Schauspielerin am Kieler Schauspielhaus (Abitur 1983)
- Yasmin Kalkan (* 1963), Sportmoderatorin beim MDR (Abitur 1983)
- Henning Deters (* 1968), Vorstandsvorsitzender der Gelsenwasser AG
- Frank Klötgen (* 1968), Slampoet und Musiker (Abitur 1988)
- Marion Poschmann (* 1969), Schriftstellerin (Abitur 1988)[13]
- Inessa Alexandrova (* 1985), Sängerin (ohne Abitur abgegangen)